# DFS Classic 1994
Il DFS Classic 1994  è stato un torneo di tennis giocato sull'erba.
È stata la 13ª edizione del DFS Classic, che fa parte della categoria Tier III nell'ambito del WTA Tour 1994.
Si è giocato al Edgbaston Priory Club a Birmingham in Inghilterra, dal 6 al 12 giugno 1994.

## Campionesse

### Singolare
Lori McNeil ha battuto in finale  Zina Garrison con il punteggio di 6–2, 6–2

### Doppio
Zina Garrison /  Larisa Neiland hanno battuto in finale  Catherine Barclay /  Kerry-Anne Guse con il punteggio di 6–4, 6–4